# Slečna Lee
Slečna Lee (1941, Missee Lee) je desátý díl románového cyklu anglického spisovatele Arthura Ransoma o prázdninových dobrodružstvích dvou dětských sourozeneckých skupin, které se nazývají Vlaštovky (John, Zuzana, Titty, Roger a Bridget Walkerovi) a Amazonky (Nancy a Peggy Blackettovy).
Kniha volně navazuje na autorův román Petr Kachna a tudíž se také poněkud vymyká z řady ostatních příběhů cyklu (jde opět téměř o dílo žánru fantasy). Vlaštovky a Amazonky se společně se strýčkem Jimem alias kapitánem Flintem vydávají ve škuneru Divoká kočka na cestu kolem světa. Při své plavbě o svůj škuner přicházejí a upadnou do rukou čínských pirátů. V knize se dále dovíme, kdo je záhadná Slečna Lee, proslulá široko daleko mezi mořeplavci, i to, jak zasáhne do osudu trosečníků.

## Česká vydání
- Slečna Lee, Toužimský a Moravec, Praha 2000, přeložila Zora Wolfová.